# Kematen an der Ybbs
Kematen an der Ybbs è un comune austriaco di 2 619 abitanti nel distretto di Amstetten, in Bassa Austria; ha lo status di comune mercato (Marktgemeinde).